# Emlő

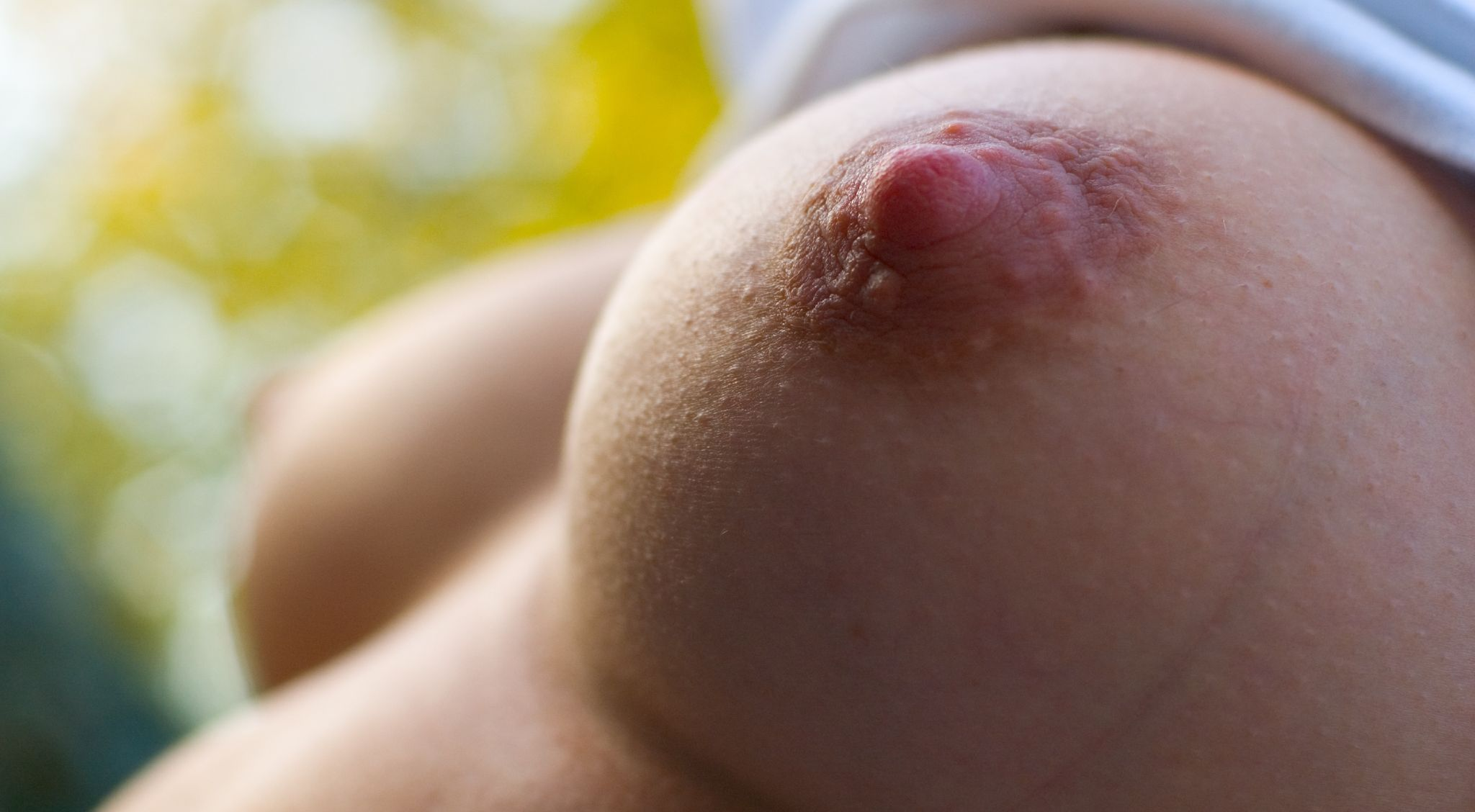
Terhes nő mellei

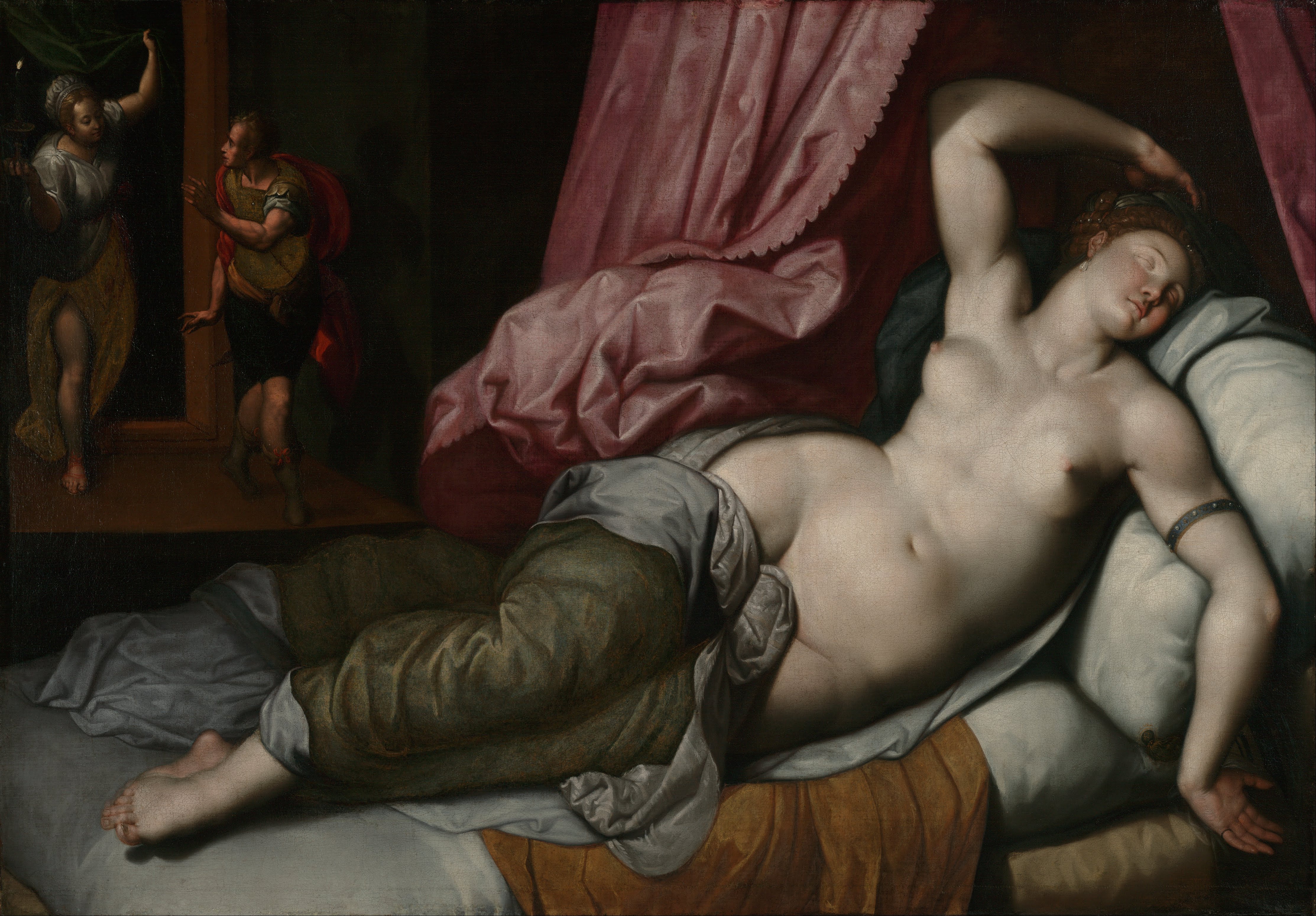
Jacob de Backer: Helené a hálókamrájában

Az emlő vagy mell az emlősökre jellemző páros szerv, melyben külső elválasztású mirigyszövet helyezkedik el. Nőstényeknél (nőknél) tejet választ ki az utódok táplálásának céljából.

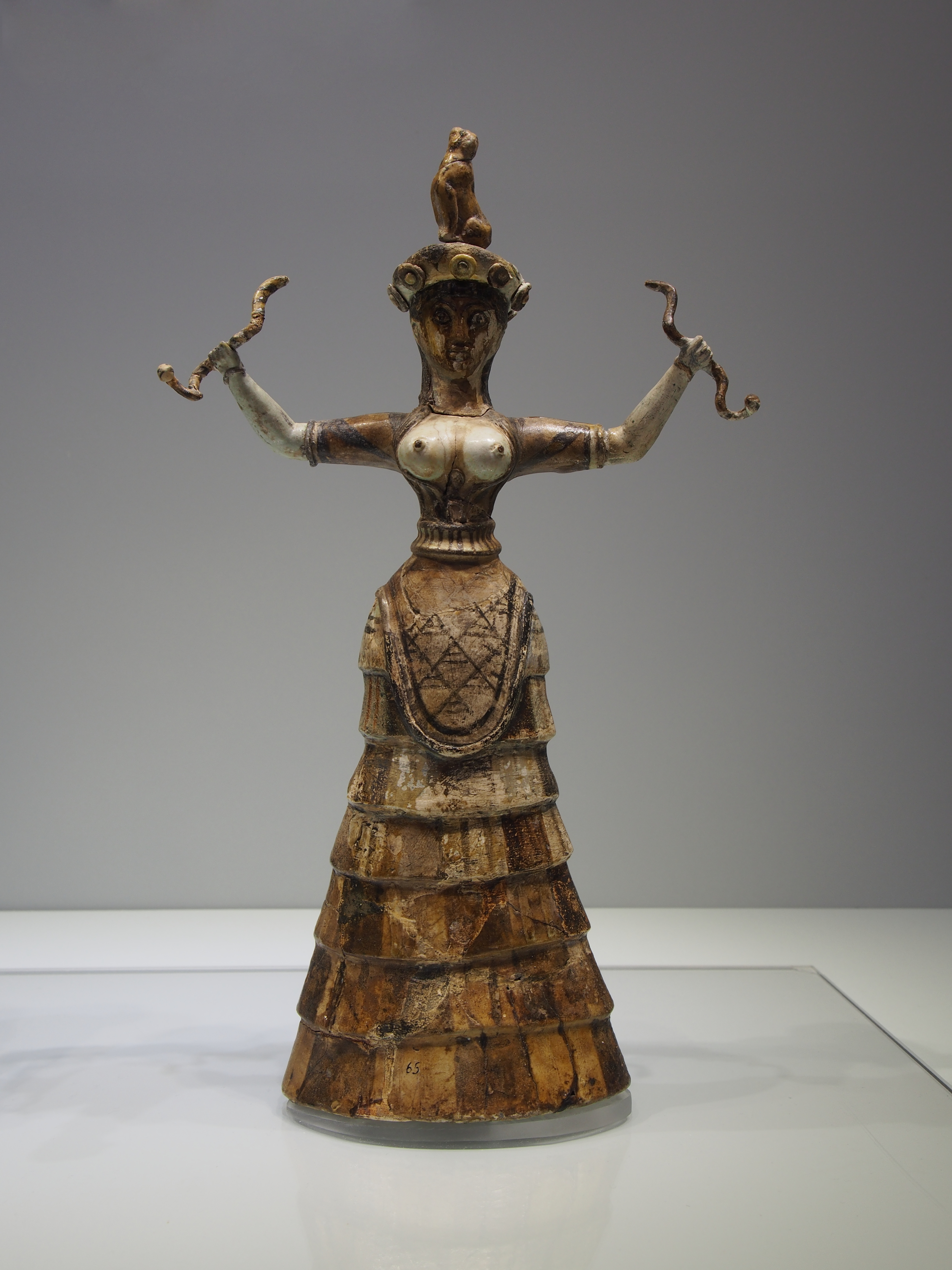
Istennő kígyókkal

Mind a férfiak, mind a nők rendelkeznek mellekkel, melyek ugyanabból az embriós szövetből alakulnak ki, ám a kamaszkor folyamán a női nem hormonok – főleg az ösztrogén – hatására a mellek megnövekednek, mely nem fordul elő férfiaknál. Ennek eredményeképpen a női mellek sokkal kitűnőbbek lesznek, mint a férfiaké.

## Funkciója

### Szoptatás

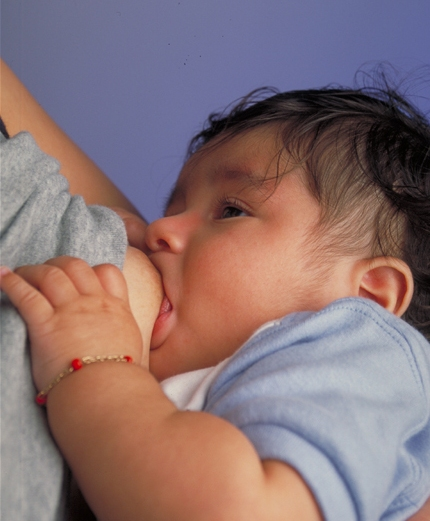
Emlőből táplálkozó kisded (a szoptatás a csecsemők táplálásának biológiai módja)

Az emlőmirigyek elsődleges funkciója a csecsemők felnevelése a termelt anyatejjel. A tej termelődését tejelválasztásnak nevezik. (Amíg az emlőmirigyek jelen vannak a férfiak melleiben is, azok általában fejletlenek maradnak.) A gömb alakú mellek a hőveszteség szempontjából ideálisak, mivel a tejelválasztáshoz egy viszonylag magas hőmérséklet szükséges. Egy elmélet szerint ez a forma a csecsemők fulladását hivatott megakadályozni szoptatás közben.

### Nemi szerepe
Néhány kultúrában a női mellek fontos szerepet játszanak az emberi szexuális viselkedésben, egyúttal fontos másodlagos női nemi jelleg. Más főemlősökhöz képest az emberi mellek aránylag nagyok, ami a nők nemi érettségének és termékenységének vizuális jelei.

## A történelemben
Az ókori európai társadalmakban gyakoriak voltak a kihangsúlyozottan nagy mellű nőalak szobrok. Tipikus példája ennek a Willendorfi vénusz, amely egyike a számos őskőkori telt vénusz szobroknak.

## Egészsége

### Mell egészségének tényezői
Azok a tényezők amik segítenek csökkenteni a mellrák kialakulásának esélyét, azok pl. a rendszeres mammográfia,  mellek saját kézi vizsgálata, egészséges táplálkozás valamint a felesleges testzsírt csökkentő testmozgás. Az egészséges táplálkozás úgy tűnik segít csökkenteni a mellrák veszélyét, ilyen a tápanyagban gazdag ételek fogyasztása, a sok rost fogyasztása, mint gyümölcsök, zöldségek és az alkoholfogyasztás mérséklése.

### Mellek betegségei
Számos mellbetegséget tartanak számon, nagy része nem rákos jellegű.

## További információk

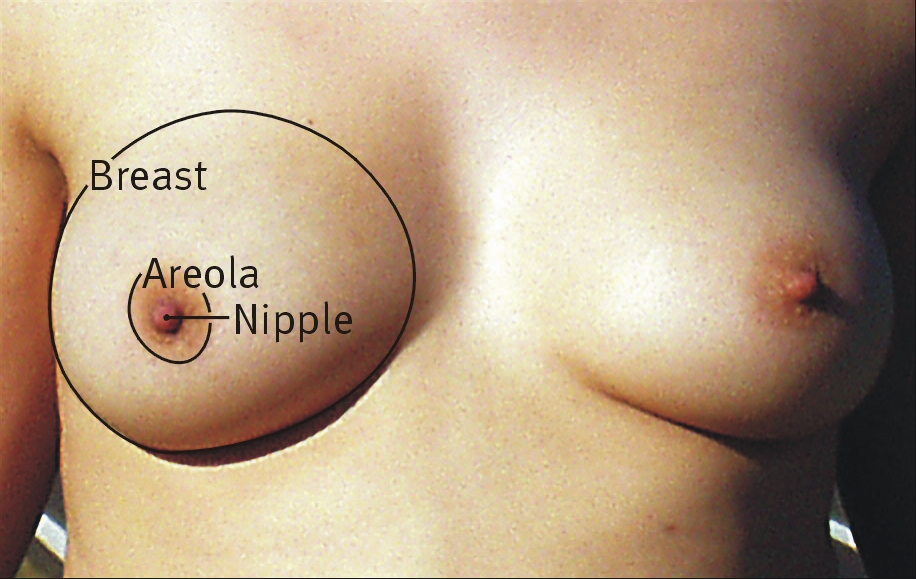

## Fordítás
- Ez a szócikk részben vagy egészben  a   Breast című angol Wikipédia-szócikk fordításán alapul.  Az eredeti cikk szerkesztőit annak laptörténete sorolja fel. Ez a jelzés csupán a megfogalmazás eredetét és a szerzői jogokat jelzi, nem szolgál a cikkben szereplő információk forrásmegjelöléseként.